# Tiretes del nas

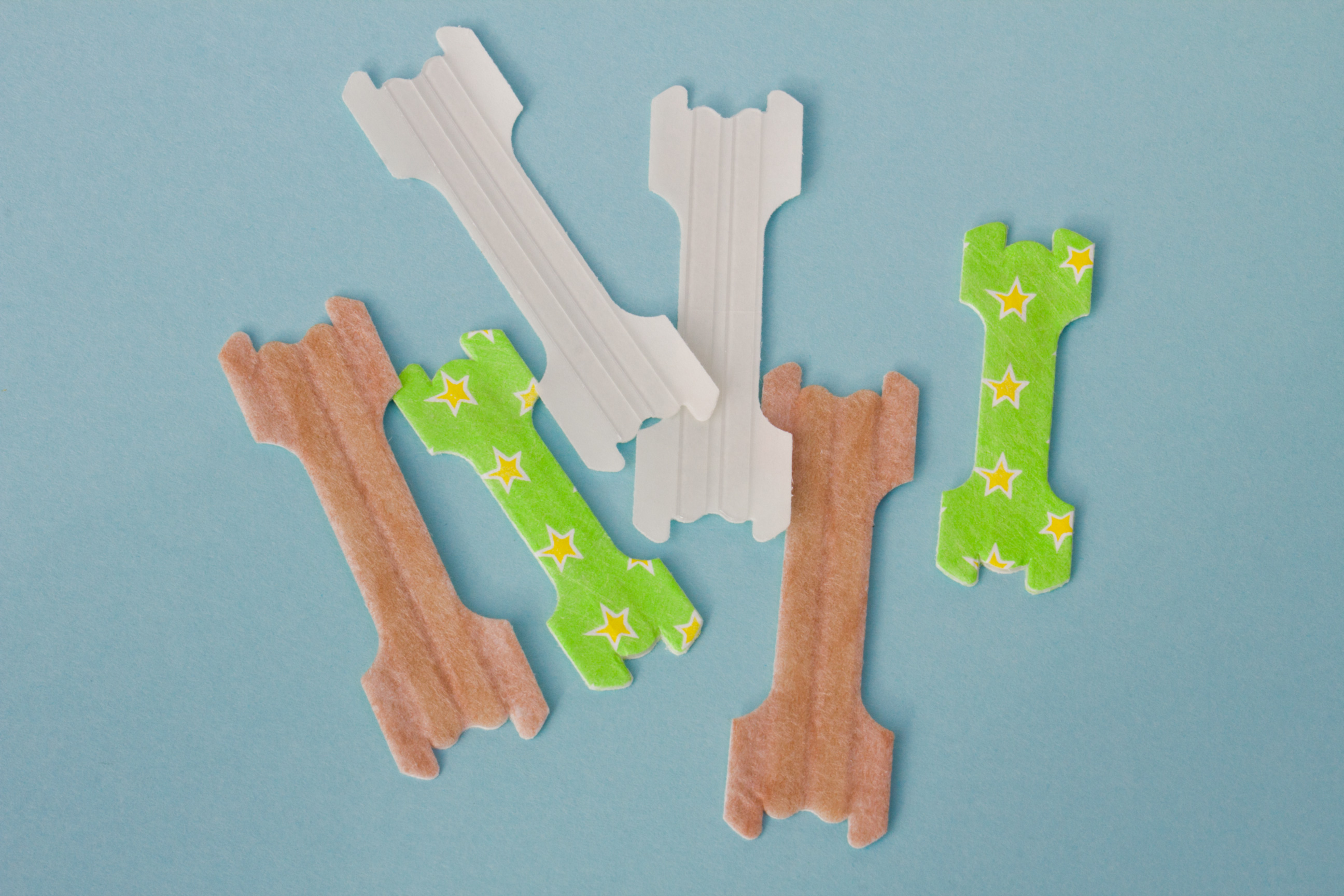
Tiretes pel nas dissenyades per humans en diferents colors i formes

Una tira nasal o adhesiu horitzontal és un tipus de tira adhesiva formada per dues bandes o petits tubs de plàstic flexibles i resistents, que permeten l'obertura de les fosses nasals, de manera que s'augmenta el flux d'oxigen que entra fins als pulmons. S'aplica a través del pont del nas i els costats de les fosses nasals per ajudar a mantenir la via aèria oberta. Es coneixen dos tipus de tires nasals: internes i externes. Es creu que facilita la respiració i per això s'utilitzen durant l'esforç atlètic i com una ajuda per reduir la congestió o per prevenir els roncs. Hi ha diversos estudis que no han indicat que tinguin un efecte que millori el rendiment. També són usades pels entrenadors de cavalls de carreres per motius similars. Es creu que redueixen la resistència de les vies respiratòries i redueixen el risc d'hemorràgia pulmonar induïda per l'exercici (EIPH), a més de reduir la fatiga i ajudar a la recuperació post-cursa.

## Funcionament
El funcionament d'aquestes tires nasals no té cap dificultat. Bàsicament, són unes tires adhesives, normalment són de material plàstic flexible perquè és pugui ajustar a la nostra forma del nas, es col·loquen de forma horitzontal sobre el pont del nas per forçar una major obertura de les fosses nasals. Hi ha diferents tipus de dissenys, es pot augmentar entre un 30% o un 40% el flux d'oxigen que entra als pulmons.

## Ús humà
En els humans, la vàlvula nasal és la part més estreta de l'obertura nasal, i en fer exercici, aquesta zona està sotmesa a pressió negativa i es fa més petita. Les tires nasals s'adhereixen a la pell, mantenen oberta l'obertura nasal anterior i eviten que s'esfondri. Quan s'apliquen correctament, augmenten i amplien l'espai en el pas nasal. Són un mètode lliure de medicaments per mantenir el flux de les vies respiratòries i estan disponibles com a producte de venda lliure. No presenten efectes secundaris que no siguin possibles irritacions a la pell de l'adhesiu.
Els estudis indiquen que són útils per augmentar el volum de cavitat nasal en els tres centímetres anteriors del nas humà, i per això podrien ser una alternativa als esperits d'aerosol descongestius, però les tires nasals no són especialment útils per a la congestió en les obertures nasals posteriors. També s'ha demostrat que redueixen la sonoritat de qui ronca i que milloren la qualitat del son. Les persones que portaven les tires en proves van indicar que creien que els ajudaven a respirar més fàcilment, i són d'interès especial per aquells esportistes que han de portar protecció bucal i necessiten poder respirar més pel nas que per la boca. Els estudis no han demostrat necessàriament que augmenti el rendiment atlètic, però les persones que les porten semblen tenir molta menys dispnea o escassetat de respiració mentre fan exercici.
En l'àmbit esportiu, el principal problema de les tires nasals és que, a causa d'una mala col·locació o elecció de la mida de la tira, solen acabar desenganxant-se a causa de la suor. Per evitar aquest problema, cal assegurar-se triar la mida adequada de tira nasal així com una marca de qualitat, ja que ni totes les mides funcionen igual ni totes les marques ofereixen un producte satisfactori. Un altre gran truc és, abans de col·locar-les al nas, netejar la zona amb alcohol per eliminar qualsevol resta de greix o brutícia, afavorint així una fixació molt més duradora i segura.

## Ús equí
Als cavalls, se'ls considera útil perquè els animals no poden respirar per la boca, només a través de les seves fosses nasals. Igual que amb els humans, el disseny equí ajuda a evitar que la vàlvula nasal s'esfondri a causa de la pressió negativa creada per l'esforç físic. Tot i això, el seu benefici principal és prevenir l'hemorràgia als pulmons (EIPH), no millorar directament el rendiment. La versió equina la van inventar dos veterinaris, James Chiapetta i Edward Blach. A la dècada de 1990, es van inspirar en el producte humà per intentar crear un dispositiu similar per a cavalls. Havien observat cavalls a les rodetes i van veure que, sota esforç, el pas nasal equí també es va reduir a causa del fet que el teixit estava xuclat. Van elaborar un acord de llicència amb CNS, l'empresa que fabricava la marca humana "Breathe Right" de tires nasals el 1997 (ara propietat de GlaxoSmithKline) en què la companyia fabricava la forma equina de la franja nasal i pagava drets a Chiapetta i Blach. La versió equina es va utilitzar per primera vegada públicament a les curses de cavalls de la Copa dels criadors de 1999 i als Jocs Olímpics d'estiu de 2000. El 2001, van separar-se de CNS i van formar la seva pròpia companyia, Flair, i el 2008, Chiapetta va adquirir les participacions de Blach.